# Phoma enteroleuca
Phoma enteroleuca är en lavart. Phoma enteroleuca ingår i släktet Phoma, ordningen Pleosporales, klassen Dothideomycetes, divisionen sporsäcksvampar och riket svampar.

## Underarter
Arten delas in i följande underarter:
- influorescens
- enteroleuca